# Mit Fried und Freud ich fahr dahin
Mit Fried und Freud ich fahr dahin  (« Je pars maintenant en paix et dans la joie ») est un hymne de Martin Luther, une adaptation en allemand du Nunc dimittis, le cantique de Siméon. Luther a écrit le texte et la mélodie en 1524 et il a été publié pour la première fois la même année.

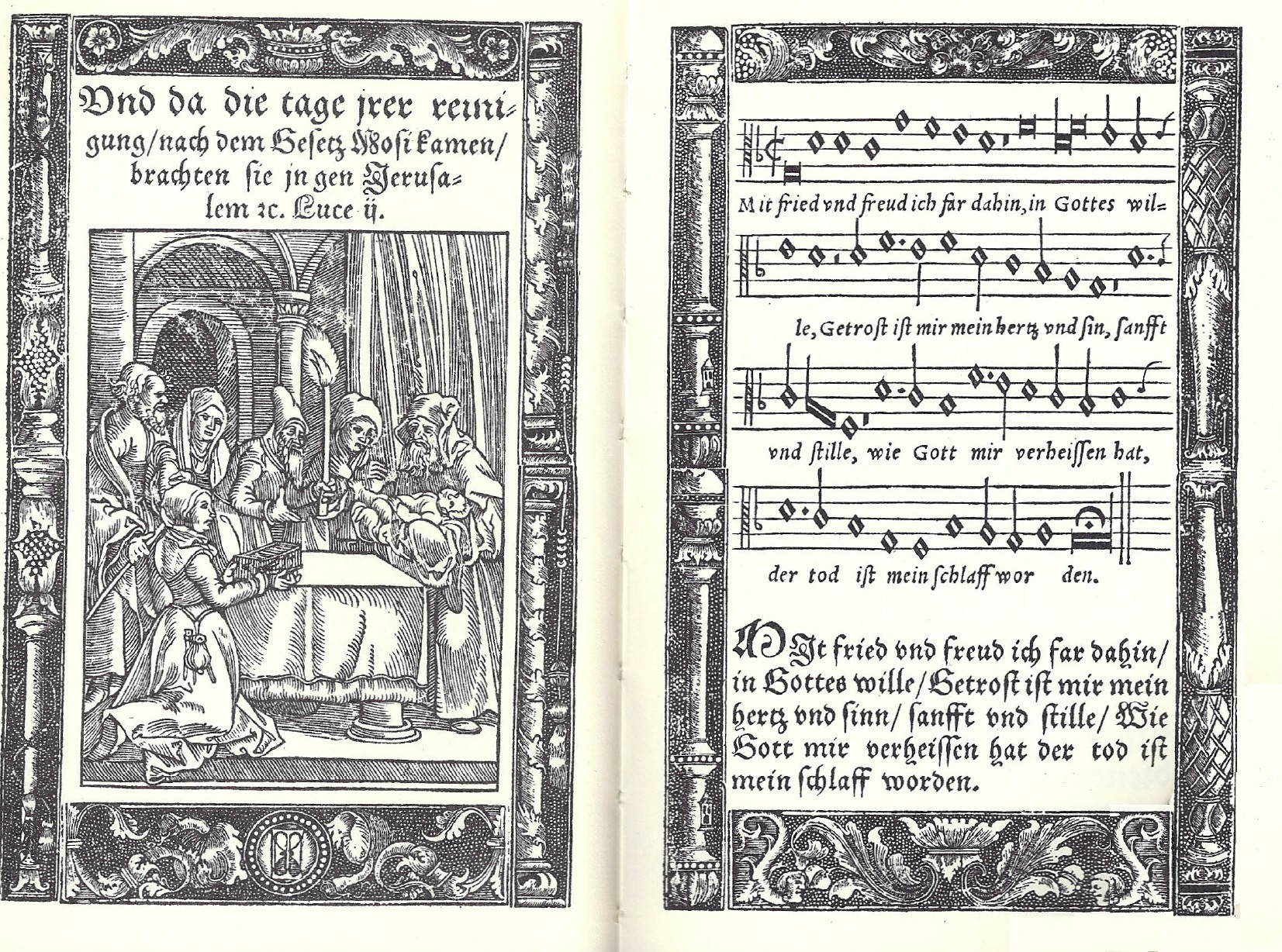
Choral dans le Babstsches Gesangbuch (1545)

À l'origine un hymne pour la fête de la purification, le 2 février, il est également fréquemment utilisé lors de funérailles.
Il a été une source d'inspiration en musique, en particulier pour la musique vocale comme la musique funèbre de Dieterich Buxtehude, Mit Fried und Freud, la cantate de choral de Jean-Sébastien Bach, Mit Fried und Freud ich fahr dahin (BWV 125), ou le motet Warum ist das Licht gegeben dem Mühseligen ? de Johannes Brahms.

## Histoire
Le texte et la mélodie du choral ont été écrits par Luther au printemps 1524. Il a été publié plus tard, la même année, dans le Eyn geystlich Gesangk Buchleyn (en) (le premier hymnaire Luthérien) de Johann Walter,, mais n'a pas été inclus dans le Erfurt Enchiridion. À l'origine écrit pour la fête de la Purification, il a été ensuite utilisé pour des funérailles. Luther l'a inclus en 1542 comme l'un des six hymnes du Christliche Gesang ... zum Begräbniss  (Les chrétiens chantent ... pour les funérailles).
L'hymne a été adapté dans plusieurs langues, par exemple In peace and joy I now depart de Catherine Winkworth, et par exemple sous le numéro 48 de l'Hymnaire luthérien évangélique.

## Thème
L'hymne est inspiré du Nunc dimittis, le cantique de Siméon. Luther a étendu le sens de chacun des quatre versets en quatre stances de six lignes. La première stance exprime l'acceptation de la mort dans la paix (Lc 2,29), la seconde en donne la raison : la rencontre avec le Sauveur (Lc 2,30), la troisième exprime que cela est possible pour chacun d'entre nous (Lc 2,31), et la quatrième que c'est une lumière qui éclaire les peuples et glorifie Israël (Lc 2,32). Les lignes sont de métrique inégale, exprimant chacune une idée simple.
Luther était un ancien moine augustin, et était familier avec le Nunc dimittis latin qui était chanté aux complies. L'hymne était dédié à la fête de la Purification, le 2 février, qui a été conservé comme une fête religieuse par les luthériens. Il est aussi devenu un des hymnes les plus importants pour les fêtes des morts (Sterbelied) et pour les funérailles.  Il est listé parmi les hymnes protestants du Evangelisches Gesangbuch au n°519.

## Texte
| Texte de l'hymne | Verset correspondant dans l'évangile                                                       | Traduction française |

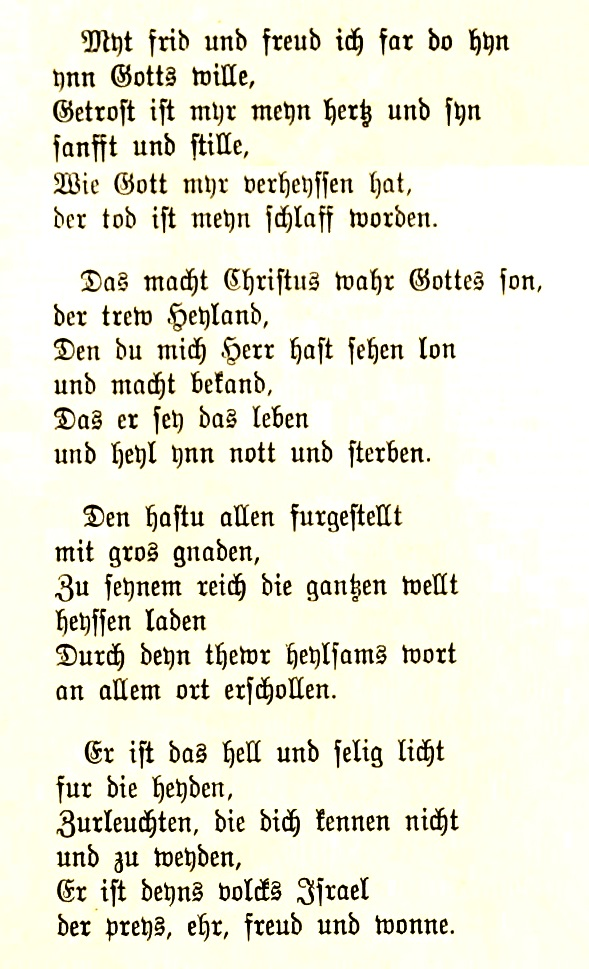
Wittenberg Hymnal, 1524 (réimpression, WA 35)

| Mit Fried und Freud ich fahr dahin in Gotts Wille; getrost ist mir mein Herz und Sinn, sanft und stille, wie Gott mir verheißen hat: der Tod ist mein Schlaf worden.    | Maintenant, Seigneur, laisses ton serviteur s’en aller en paix, selon ta parole. (Lc 2,29) | Je pars avec paix et joie selon la volonté de Dieu. Mon cœur et mon esprit sont réconfortés, apaisés et calmes. Comme Dieu me l'a promis la mort est devenue mon sommeil.                                         |
| Das macht Christus, wahr’ Gottes Sohn, der treu Heiland, den du mich, Herr, hast sehen lan und g’macht bekannt, dass er sei das Leben mein und Heil in Not und Sterben. | Car mes yeux ont vu ton salut, (Lc 2,30)                                                   | Tel est l'ouvrage du Christ, le vrai fils de Dieu, le valeureux sauveur, que vous m'avez permis, Seigneur, de contempler et de faire savoir qu'Il est notre vie et notre rédemption dans l'affliction et la mort. |
| Den hast du allen vorgestellt mit groß Gnaden, zu seinem Reich die ganze Welt heißen laden durch dein teuer heilsam Wort, an allem Ort erschollen.                      | Salut que tu as préparé devant tous les peuples (Lc 2,31)                                  | Vous l'avez présenté à tous avec grande miséricorde, car le monde entier, son royaume, peut être appelé et invité par vos paroles apaisantes qui résonnent en tout lieu.                                          |
| Er ist das Heil und selig Licht für die Heiden, zu ’rleuchten, die dich kennen nicht, und zu weiden. Er ist deins Volks Israel Preis, Ehre, Freud und Wonne.            | Lumière pour éclairer les nations, et gloire d’Israël, ton peuple. (Lc 2,32)               | Il est le salut et la lumière sacrée pour les gentils, et ceux qui ne vous connaissent pas, pour les nourrir. Pour vous, peuple d'Israël, il est fierté, honneur, joie et bonheur.                                |

## Musique et postérité
La mélodie en mode dorien suit le texte de la première strophe. La « joie » est exprimée par des quintes ascendantes, un rythme pointé et des mélismes. Dans la dernière ligne, la mélodie descend sur le texte «  sanft und stille »(doux et calme). 
L'hymne a inspiré un certain nombre de compositions, notamment de la musique pour orgue comme le prélude choral de 1674 de Dieterich Buxtehude, les numéros 5 et 10 de Max Reger de ses Préludes chorales pour orgue, op. 79b (1901-1903) et la Partita n° 3 de Ernst Pepping (1953).
Des compositeurs ont écrit des arrangements vocaux, certains destinés aux funérailles. Johann Walter (1524), Lupus Hellinck, publié en 1544, Bartholomäus Gesius (1601), Michael Praetorius, Johann Hermann Schein, Samuel Scheidt et d'autres compositeurs ont composé  des arrangements à quatre voix. Heinrich Schütz l'a utilisé dans le mouvement 21 de son Musikalische Exequien , composé pour les funérailles de Henri II, comte de Reuss-Gera. Buxtehude a écrit quatre versions différentes pour les quatre strophes dans un contrepoint complexe comme musique funèbre pour Menno Hanneken, Mit Fried und Freud, qu'il a ensuite développé par un Klag-Lied (Lamentation) dans une musique funèbre pour son père.
Jean-Sébastien Bach a utilisé l'hymne comme base pour sa cantate au choral Mit Fried und Freud ich fahr dahin (BWV 125). Bach a utilisé des strophes simples dans ses cantates, la cantate funèbre Gottes Zeit ist die allerbeste Zeit (c. 1708), Christus, der ist mein Leben , pour le 16e dimanche après Trinity (1723), et Erfreute Zeit im neuen Bunde, pour la fête de la purification 1724.
Georg Philipp Telemann a composé vers 1729 une cantate sacrée pour voix, cordes et basse continue, et une deuxième cantate pour voix, violon et continuo perdue. Johannes Brahms a utilisé la première strophe pour conclure son motet Warum ist das Licht Gegeben dem Mühseligen? .

## Articles liés
- Cantique de Syméon